# Paul Fehrmann
Paul Fehrmann (* 12. Oktober 1859 in Dresden; † 27. Juni 1938 in St. Gallen) war ein deutscher Kapellmeister, Organist, Komponist und Kirchenmusiker.

## Leben und Werk
Fehrmann studierte zunächst am Dresdener Konservatorium unter anderem bei Franz Wüllner und Wilhelm Rischbieter. Dann absolvierte er ein Aufbaustudium bei Hugo Riemann.
1884 ging er als Theaterkapellmeister nach St. Gallen. 1888 wurde er dort Organist der Französischen Kirche  und der Linsebühlkirche. 1892 wurde er Mitbegründer und Leiter des Evangelischen Kirchengesangvereins in St. Gallen. In dessen Auftrag gab er 1894 „Zwanzig geistliche Gesänge zum Gebrauch für evangelische Kirchenchöre“ heraus. 1896 war Fehrmann dann unter den Mitbegründern des „Schweizerischen Kirchengesangsbundes“. Ab 1897 gehörte er dem Zentralvorstand dieser Organisation bis ein Jahr vor seinem Tod an. 1907 wurde Fehrmann Gesangslehrer an der Realschule und 1921 Organist an St. Laurenzen in St. Gallen.
1899 erhielt Fehrmann das St. Galler Bürgerrecht.
Fehrmann veröffentlichte Werke für Chor und Orchester sowie geistliche und weltliche Chöre und Lieder wie beispielsweise die Motette „Danket dem Herrn“ auf den zugrundeliegenden alten jüdischen Gemeindevers  oder das „Jägerlied“ auf eine Dichtung von Eduard Mörike. Fehrmann vertonte auch ein Gedicht von Heinrich Leuthold Schweizers Heimkehr.